# Katedrala sv. Josipa u Sofiji
Katedrala sv. Josipa u Sofiji je stolna crkva Sofijsko-plovdivske biskupije i katedrala Katoličke Crkve u Bugarskoj.
Nakon teškog stradanja tijekom savezničkog bombardiranja Sofije u Drugom svjetskom ratu, crkva nije obnovljena sve do 21. ožujka 2006. kada je blagoslovljena.
Kamen temeljac za obnovu crkve postavio je sam papa Ivan Pavao II. tijekom svog pastoralnog posjeta Bugarskoj.
Na obnovu se čekalo više od 70 godine zbog pritiska komunističih vlasti koje nisu dozvoljavale vjerska okupljanja niti javno iskazivanje pripadnosti nekoj vjeri.
Katedrala sv. Josipa najveća je katolička crkva u Bugarskoj, s više od 350 sjedećih i 1.000 stajaćih mjesta. Duga je 23, široka 15, a visoka 19 metara, dok zvonik seže 33 metra uvis. Zvonik je opremljen s električnim zvonima koje pozivaju vjernika na bogoslužje. Na vrhu zvonika nalazi se 7 metara visok drveni križ.
Marijinu sliku ispod križa darovao je Maksim, partijarh Bugarske pravoslavne crkve, na samom posvećenju crkve.
Na vanjskom pročelju nalaze se kipovi svetog Josipa i svetog Franje Asiškog. Iznad ulaznih vrata stoji natpis s riječima: »Isuse, vjerujem u te!«
U vrtu katedrale nalazi se kip posvećen papi Ivanu Pavlu II., iz zahvalnosti za njegov posjet Bugarskoj i katedrali.
Crkva sv. Josipa bila je drugim dom Hrvata u Bugarskoj. U staroj upravnoj zgradi ove crkve prostorije je imalo Kulturno prosvjetno društvo Hrvata u Bugarskoj.